# Wiktorija Marinowa
Wiktorija Marinowa (bulgarisch Виктория Маринова; * 1988 in Russe, Bulgarien; † 6. Oktober 2018 ebenda) war eine bulgarische Journalistin und Fernsehmoderatorin.
Die Journalistin wurde 2018 vergewaltigt und ermordet. Ihr Tod machte die miserable Lage von Journalisten in Bulgarien, die Durchsetzung des Staates mit Kriminalität deutlich und rief international Empörung hervor. Die Tat selbst stellte sich als Sexualverbrechen ohne politischen Hintergrund heraus.

## Leben
Wiktorija Marinowa war die Leiterin des Regional-Fernsehsenders TVN Television in Russe. Sie moderierte die erste Sendung eines Politikmagazins, in dem sie Investigativ-Journalisten interviewte. Die beiden Kollegen hatten den Betrug mit EU-Mitteln recherchiert und die Verbindungen zu Politikern und Geschäftsleuten. In einer zweiten Folge sollte es um die Verbindungen eines Zugunfalls mit Todesopfern und dem russischen Staatsunternehmen in Bulgarien Lukoil gehen.
Kurz vor Mittag des 6. Oktober 2018 ging Wiktorija Marinowa in Russe im Norden Bulgariens entlang der Donau joggen. Drei Stunden später fanden Passanten ihre Leiche. Marinowa wurde mehrere Stunden nach der Entdeckung identifiziert. Innenminister Mladen Marinow ergänzte, Marinowa sei vergewaltigt worden. Noch bevor bulgarische Ermittler, geführt vom Generalstaatsanwalt, nach dem Wochenende die Ermittlungen übernahmen, verkündete der Innenminister, es gebe keine Hinweise darauf, dass der Mord im Zusammenhang mit Marinowas Arbeit als Journalistin stehe.
Marinova war zum Zeitpunkt ihres Todes, 30 Jahre und Mutter einer siebenjährigen Tochter aus einer geschiedenen Beziehung.
Am Mittag des 9. Oktober 2018 gaben bulgarische Behörden der deutschen Polizei den Hinweis, ein verdächtiger Bulgare namens Severin K. halte sich vermutlich bei engen Verwandten in Deutschland auf. Wenige Stunden später wurde dieser in Stade festgenommen. Der Verdächtige legte ein Teilgeständnis ab. Er gab an, er sei zur Tatzeit betrunken gewesen und habe Drogen genommen. Anhand von DNA-Spuren war nachzuweisen, dass er am Tatort war. Er wurde nach Bulgarien überstellt.
Am 12. Oktober 2018 fand in der Kathedrale Sweta Troiza in Russe, Marinowas Heimatstadt, eine Trauerfeier mit mehreren Besuchern statt. Im April 2019 wurde der Täter zu 30 Jahren Haft verurteilt. Bei der Verhandlung deutete sich an, dass es sich um ein Sexualverbrechen handelte und keine politische Motivation vorlag.

## Reaktionen
Der EU-Kommissionsvizepräsident Frans Timmermans twitterte: „Wieder ist ein mutiger Journalist im Kampf für Wahrheit und gegen Korruption gestorben“.
Der Medien-Beauftragte der Organisation für Sicherheit und Zusammenarbeit in Europa (OSZE), Harlem Désir, verurteilte den Mord. Er schrieb auf Twitter: „Schockiert über den schrecklich Mord an der Investigativjournalistin Victoria Marinova in Bulgarien.“ Er forderte gründliche Ermittlungen. Die Verantwortlichen müssten zur Rechenschaft gezogen werden.